# Sean Maher
Sean Maher (nascido 16 de Abril de 1975 em Pleasantville, New York) é um ator norte-americano, melhor conhecido pela série de ficção científica Firefly.
Maher nasceu em Pleasantville, Nova York, filho de Joseph e Margaret Maher.  Depois de graduar-se na Byram Hills High School, Maher foi lecionado na Universidade de Nova York, onde ganhou o seu primeiro drama em 1997.  Atuou no palco em várias produções, incluindo Yerma e Into the Woods.
Sean estrelou como o personagem principal, um policial novato, na minissérie televisiva Ryan Caulfield: Year One. Em 2000, foi um dos personagens principais na Fox ao apresentar The $treet, também apareceu na série de televisão Party of Five (como Adam Matthews) e em CSI: Miami.
Sean reprisou seu papel de Firefly no filme Serenity (2005). Maher também foi escalado como um chefe de um hospital na série Halley's Comet. Atuou no filme The Dive from Clausen's Pier em 2005 como  um interesse amoroso da personagem de Michelle Trachtenberg. Também atuou como Brian Piccolo no remake Brian's Song em 2001. 
Em setembro de 2011, assumiu ser homossexual. Sean, é pai de uma filha e um filho, adotados junto com Paul, seu marido desde 2006.